# Jelena Jurjewna Danilowa
Jelena Jurjewna Danilowa (russisch Елена Юрьевна Данилова, wiss. Transliteration Elena Jur'evna Danilova, * 17. Juni 1987 in Woronesch) ist eine ehemalige russische Fußballspielerin. Sie stand zuletzt bei Rjasan WDW unter Vertrag und spielte von 2003 bis 2018 für die russische Nationalmannschaft.

## Karriere

### Vereine
Jelena Danilowa begann ihre Karriere bei Energija Woronesch. In den folgenden Jahren spielte sie dann für Rjasan WDW und Spartak Moskau, ehe sie 2007 ins Ausland zum FC Indiana wechselte. 2009 kehrte sie nach Russland zurück und spielte für FK Rossijanka sowie später erneut für Energija Woronesch und Rjasan WDW.

### Nationalmannschaft
Danilowa spielte für die russische U-19-Mannschaft und für die A-Nationalmannschaft. Mit der U-19 gewann sie die U-19-Fußball-Europameisterschaft der Frauen 2005 und kam auch bei der U-19-Fußball-Europameisterschaft der Frauen 2006 zum Einsatz. Bei beiden Turnieren war sie die erfolgreichste Torschützin. Bei der Fußball-Weltmeisterschaft der Frauen 2003 kam sie als jüngste Spielerin des Turniers im Viertelfinale zu ihrem ersten Einsatz für die A-Nationalmannschaft und erzielte in diesem Spiel auch ihr erstes Länderspieltor. Hingegen kam sie bei der Fußball-Europameisterschaft der Frauen 2009 in allen drei Gruppenspielen zum Einsatz, wobei sie einmal von Beginn an spielte und in zwei Spielen erst später eingewechselt wurde. Bei der Fußball-Europameisterschaft der Frauen 2017 spielte sie in allen drei Gruppenspielen von Beginn an und erzielte ein Tor. Außerdem absolvierte sie mit der Nationalmannschaft mehrere Spiele im Rahmen der Qualifikation zur Fußball-Weltmeisterschaft 2019. Im Jahr 2018 beendete sie schließlich ihre Karriere.